# Swamimalai
Swamimalai (in tamil சுவாமிமலை; o Cuvaimalai) è una suddivisione dell'India, classificata come town panchayat, di 6.985 abitanti, situata nel distretto di Thanjavur, nello stato federato del Tamil Nadu. In base al numero di abitanti la città rientra nella classe V (da 5.000 a 9.999 persone). La città è famosa per essere uno dei sei Padai Veedugal (Campi di battaglia) del dio Murugan. Il nome della città significa "monte di Dio".

## Geografia fisica
La città è situata a 10° 56' 60 N e 79° 19' 60 E e ha un'altitudine di 24 m s.l.m.. Si trova sulle rive del fiume Cauvery, sulla strada che collega Kumbakonam a Thiruvaiyaru.

## Storia
La città è uno dei sei templi dedicati al dio Karttikeya (altro nome di Skanda). È il quarto tra i Padai Veedugal. La storia sacra associata a questo tempio è che Karttikeya spiega in questo posto il significato di pranavam (Aum) a suo padre, Shiva. Quindi, nel gopuram Raja del complesso del tempio, si può vedere Karttikeya raffigurato come Guru (insegnante) e Shiva come shisya (discepolo).
La risoluzione e la riaffermazione della conoscenza avviene dopo un intenso dibattito sul mantra pranava (Aum) tra Brahmā (che è l'incarnazione dell'aspetto creativo) e Karttikeya, durante il quale Brahma non riesce a far comorendere in modo adeguato il significato di Aum. Per questo Karttikeya impedisce a Brahma di imprigionarlo. Il dio Shiva e la dea Shakthi si oppongono e Shiva chiede a Karttikeya se egli (Murugan, come Karttikeya viene chiamato in Tamil Nadu) ne conosca il significato. In risposta Murugan afferma di esserne ben consapevole e che insegnerà a Shiva il significato del mantra se egli lo terrà come suo guru. Così Murugan insegna questo mantra universale a suo padre.
Murugan qui è conosciuto anche come Swaminathan e "Thagapan Swami" (letteralmente "Dio Padre" - riferendosi al fatto che Murugan ha insegnato a suo padre e, quindi, è stato Guru di suo padre).

## Società

### Evoluzione demografica
Al censimento del 2001 la popolazione di Swamimalai assommava a 6.985 persone, delle quali 3.431 maschi e 3.554 femmine. I bambini di età inferiore o uguale ai sei anni assommavano a 788, dei quali 399 maschi e 389 femmine. Infine, coloro che erano in grado di saper almeno leggere e scrivere erano 5.236, dei quali 2.759 maschi e 2.477 femmine.

## Economia
È sede dell'unica scuola in cui viene insegnata l'arte della fabbricazione delle icone di bronzo. Come il resto del distretto di Thanjavur è soprattutto una città agricola di produzione di riso e canna da zucchero.